# Onufri

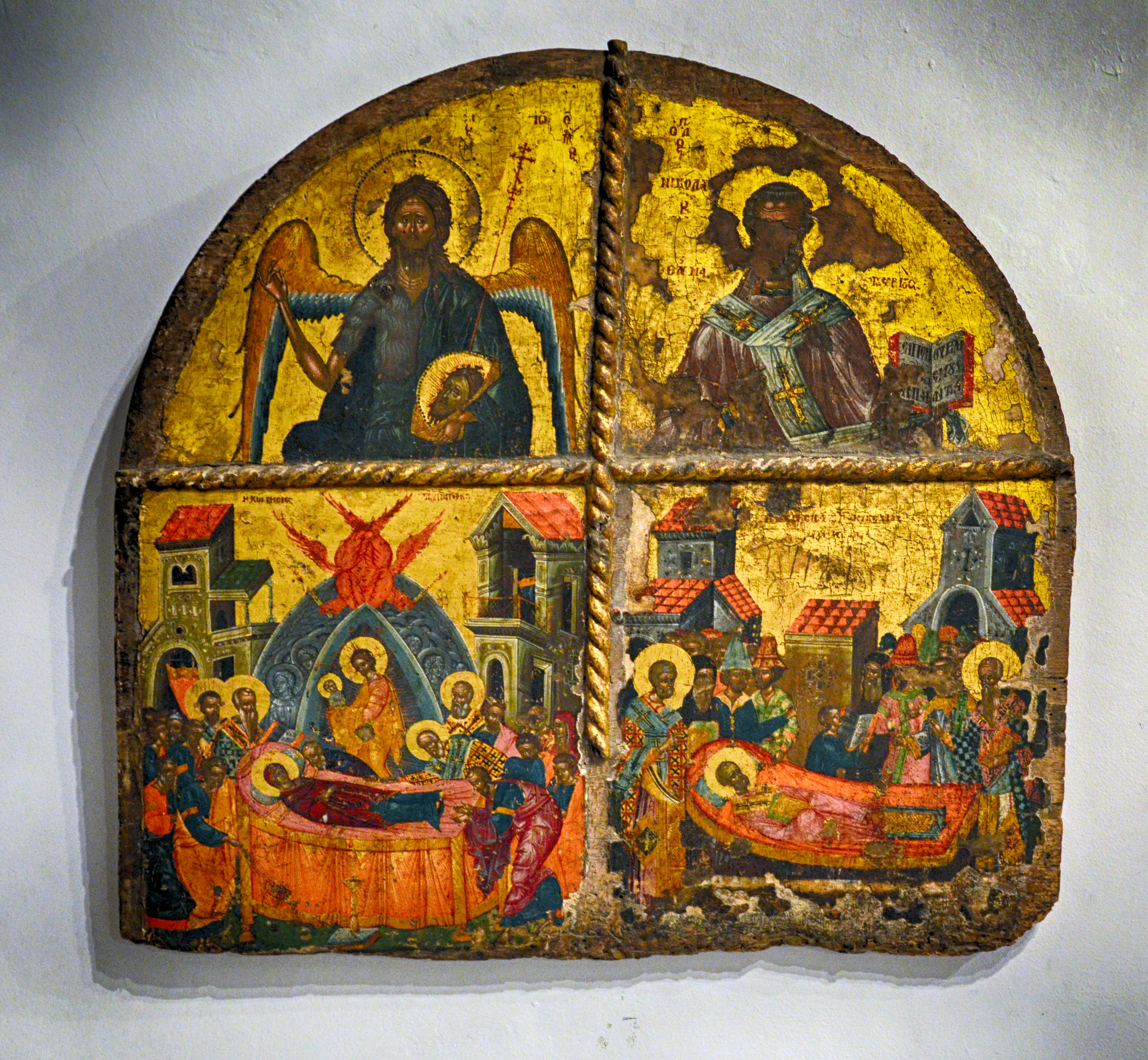
Onufri kis ikonosztáza Keresztelő János és Szent Miklós alakjával, Szűz Mária és Szent Miklós mennybemenetelének jelenetével

Onufri (bizánci görög Ονούφριος / Onufriosz), más ismert elnevezésein Argoszi Onufri vagy Neokasztroni Onufri a 16. században alkotott albán festőművész, ikonfestő, a bizánci hatású albán ortodox egyházi művészet jeles alakja volt. A 13. században kialakult, sajátosan albán freskó- és ikonművészet korai mesterei ismeretlenek, ezért az évszázadokkal később alkotott, névről ismert Onufrit tekintik a műfaj nagy elődjeinek.

## Életútja
Életéről keveset tudni. Néhány művét Ονούφριος Αργείτης / Onufriosz Argitész néven szignózta, ami a mai Nyugat-Makedóniában található Argosz Oresztikót valószínűsíti születési helyeként. Élete egy részében Neokasztron (ma Elbasan) főesperese volt, innen Neokasztroni Onufri elnevezése (Ονούφριος Νεοκάστρου / Onufriosz Neokasztru, albán Onufër Neokastritit). A 16. század közepétől a mai Közép-Albániában alkotott, munkásságának jelentős része Berat városához köti.
Két fia, Joan és Nikollë Onufri apjuk nyomdokaiba lépve szintén híres ikonfestőkké váltak. A berati Blakhernai Szűz Mária-templom Nikollë Onufri által festett freskóinak egyike Szent Onufrioszt ábrázolja, s a művészettörténészek szerint feltételezhető, hogy Nikollë apja portréját festette meg alakjában.

## Munkássága
Műveiben a 11. század utáni Palaiologosz-éra északgörög festészetének, a 15. századtól kibontakozó krétai iskolának, a nyugati gótika és reneszánsz művészetének hatásai ötvöződnek. A bizánci festészet stilizáló eszményétől elmozdulva képeiben tetten érhető a reneszánsz életszerűsége, individualizmusa és átszellemültsége; a művészettörténészek feltételezik, hogy Onufri itáliai vagy velencei mesterektől is tanult. Alkotásait jellemzi az élénk színhasználat, különösen az ibolyakék és az Onufri-vörös néven ismertté vált színárnyalat bőkezű használata; ez utóbbi kikeverésének titkát fiainak sem adta tovább. Vallási tematikájú művei mellett festett sajátos hangulatú zsáner- és tájképeket is.
Munkái az egykor albánok lakta déli területeken, több település templomaiban fennmaradtak (Shelcan, Shpat, Kasztória), de legtöbb ismert munkája Berat városához köti. A berati ikonművészeti iskola alapítójának tartják, amelynek fián, Nikollë Onufrin kívül a 17. században Onufër Qiprioti, majd a 18. században Kostandin Shpataraku voltak a jelesebb tagjai. A berati várban az 1986 óta a nevét viselő Onufri Nemzeti Ikonográfiai Múzeumként működő Mária mennybevétele székesegyház őrzi a legtöbb munkáját. Több eredeti ikonja mellett a vár területén állt, azóta elpusztult templomokból is ide menekítették át alkotásait. Az ugyancsak a berati várnegyedben található Szent Theodórosz-templom az egyetlen olyan ismert templom, amelyben még láthatóak Onufri eredeti és teljes freskói. Az Angyali üdvözlet templomban ugyancsak az ő keze munkáját dicséri a bejárati falfestmény (Teológus Szent János, Lukács evangélista alakjai), valamint a szentélyrekesztő egy ikonja (Szent Lázár feltámadása). További művei láthatóak a korçai Nemzeti Középkori Művészeti Múzeumban.